# Heinrich Salzmann (Politiker)

Heinrich Salzmann

Heinrich Salzmann (* 24. März 1891 in Altenburg; † zwischen 1945 und 1952) war ein deutscher Politiker (NSDAP).

## Leben
Er war der Sohn des Altenburger Bahnhofsinspektors Walter Salzmann. Nach dem Besuch der Bürgerschule und des Realgymnasiums trat Salzmann in das Sächsische Kadettenkorps ein. Am 9. März 1909 wurde er Fähnrich im Sächsischen Infanterie-Regiment Nr. 133 (Zwickau). Am 24. August 1910 wurde er zum Leutnant befördert. Von August 1914 bis Januar 1918 nahm Salzmann am Ersten Weltkrieg teil.
Salzmann wurde 1923 Mitglied der NSDAP und gründete die NSDAP-Ortsgruppe Werdorf-Wetzlar. Er war Presse- und Propagandawart der NSDAP und leitete Schulungskurse der Partei im Bereich Dresden. Seit Juli 1933 fungierte er bei der Gauleitung Sachsen als Propagandaleiter und übernahm im November 1934 die Stelle des Landeskulturwalters. Als solcher war er 1936 Mitorganisator der Ausstellung Grenzlandschaften in Olbernhau. 1937 übernahm er die Leitung des Reichspropagandaamts für Sachsen.
Am 16. Mai 1939 trat Salzmann im Nachrückverfahren für den verstorbenen Erich Kunz als Abgeordneter in den nationalsozialistischen Reichstag ein, in dem er bis zum Kriegsende den Wahlkreis 30 (Chemnitz-Zwickau) vertrat. Nach Ausbruch des Zweiten Weltkrieges leistete er Militärdienst.
Nach der Einberufung zur Wehrmacht im Frühjahr 1943 übernahm der bisherige NSDAP-Kreisleiter Walter Elsner aus Pirna zunächst kommissarisch die Leitung des Gaupropagandaamtes und leitete dies bis zum Kriegsende 1945.